# Hoodoo Gurus
Hoodoo Gurus ist eine australische Rockband, die 1981 in Sydney gegründet wurde.

## Bandgeschichte
Die Band um Gründungsmitglied, Songwriter und Sänger Dave Faulkner kam 1981 zunächst als Le Hoodoo Gurus zusammen. Die Besetzung war insofern ungewöhnlich, als Faulkner, Radalj und Rendall allesamt Gitarristen waren und auf die Verpflichtung eines Bassspielers zunächst verzichteten. Zusammen spielte man die erste Single Leilani ein, die im Oktober 1982 veröffentlicht wurde. Zu diesem Zeitpunkt hatte Rendall die Band bereits verlassen, ihn ersetzte Bassist Clyde Bramley. Wenig später verließ auch Radalj die Band, für ihn kam Brad Shepherd neu hinzu. In dieser Besetzung spielten die Gurus ihr Debütalbum Stoneage Romeos ein, das 1984 veröffentlicht und in Australien zum Debütalbum des Jahres gekürt wurde. Auch in den USA war das Album in den Alternativ- bzw. Collegecharts erfolgreich. Zur Amerikatournee verließ James Baker die Gruppe, für ihn übernahm Mark Kingsmill das Schlagzeug.
Bereits 1985 erschien dann mit Mars Needs Guitars! das zweite Album der Band, welches binnen kürzester Zeit zum Charterfolg avancierte. Mit der Single What's My Scene? vom Nachfolger Blow Your Cool! verzeichneten die Gurus ihren bis dato größten internationalen Hit, eine ausgedehnte Welttournee folgte. 1988 verließ Clyde Bramley die Band, den Rick Grossman ersetzte. Mit dieser Umbesetzung wurde das bis heute aktive Lineup komplett.
In dieser Besetzung veröffentlichten die Gurus bis 1996 vier weitere Alben, die allesamt einen anhaltenden Erfolg hatten. Nach 15 Jahren kündigte die Band schließlich ihre Auflösung für 1997 an, Ende des Jahres ging sie auf eine ausgedehnte Abschiedstour durch australische Pubs. Am 11. Januar 1998 gaben die Gurus ihr letztes Konzert in Melbourne. Die folgenden Jahre standen im Zeichen diverser Solo- und Bandprojekte der einzelnen Mitglieder, 2001 kam die Band für ein Konzert wieder zusammen.
2004 unterschrieben die Gurus schließlich einen neuen Plattenvertrag und veröffentlichten mit Mach Schau ihr Comebackalbum. Im Juli 2007 wurden sie in die australische ARIA Hall of Fame aufgenommen. Nach einem Wechsel der Plattenfirma 2009 erschien 2010 ihr neues Album Purity of Essence. 2015 verließ Schlagzeuger Mark Kingsmill die Band, seinen Platz nahm Nik Rieth ein.

## Diskografie

### Studioalben
| Jahr | Titel               | Höchstplatzierung, Gesamtwochen, AuszeichnungChartsChartplatzierungen (Jahr, Titel, Platzierungen, Wochen, Auszeichnungen, Anmerkungen) | Anmerkungen |
| Jahr | Titel               | AU | Anmerkungen |
| ---- | ------------------- | --- | ----------- |
| 1989 | Magnum Cum Louder   | AU13 (11 Wo.)AU |             |
| 1991 | Kinky               | AU4 Gold · (23 Wo.)AU |             |
| 1994 | Crank               | AU2 Gold · (12 Wo.)AU |             |
| 1996 | Blue Cave           | AU18 (7 Wo.)AU |             |
| 2010 | Purity of Essence   | AU16 (4 Wo.)AU |             |
| 2022 | Chariot of the Gods | AU7 (1 Wo.)AU |             |

Weitere Studioalben
- 1984: Stoneage Romeos
- 1985: Mars Needs Guitars!
- 1987: Blow Your Cool!
- 2004: Mach Schau

### Kompilationen
| Jahr | Titel                           | Höchstplatzierung, Gesamtwochen, AuszeichnungChartsChartplatzierungen (Jahr, Titel, Platzierungen, Wochen, Auszeichnungen, Anmerkungen) | Anmerkungen |
| Jahr | Titel                           | AU | Anmerkungen |
| ---- | ------------------------------- | --- | ----------- |
| 1992 | Electric Soup                   | AU3 Platin · (26 Wo.)AU |             |
| 1997 | Armchair Gurus / Electric Chair | AU33 Gold · (7 Wo.)AU |             |
| 2012 | Gold Watch: 20 Golden Greats    | AU15 (2 Wo.)AU |             |

Weitere Kompilationen
- 1992: Gorilla Biscuit
- 2000: Ampology

### Singles
| Jahr | Titel Album                    | Höchstplatzierung, Gesamtwochen, AuszeichnungChartsChartplatzierungen (Jahr, Titel, Album, Platzierungen, Wochen, Auszeichnungen, Anmerkungen) | Anmerkungen |
| Jahr | Titel Album                    | AU | Anmerkungen |
| ---- | ------------------------------ | --- | ----------- |
| 1988 | The Generation Gap             | AU50 (1 Wo.)AU |             |
| 1989 | Come Anytime Magnum Cum Louder | AU27 (8 Wo.)AU |             |
| 1991 | Miss Freelove ’69 Kinky        | AU19 (14 Wo.)AU |             |
| 1991 | 1000 Miles Away Kinky          | AU37 (7 Wo.)AU |             |
| 1993 | The Right Time Crank           | AU41 (8 Wo.)AU |             |
| 1994 | You Open My Eyes Crank         | AU43 (3 Wo.)AU |             |
| 1994 | Less Than a Feeling Crank      | AU26 (3 Wo.)AU |             |

Weitere Singles
- 1982: Leilani
- 1983: Tojo
- 1983: My Girl
- 1984: I Want You Back
- 1985: Bittersweet
- 1985: Like Wow – Wipeout!
- 1986: Deaf Defying
- 1986: Poison Pen
- 1987: What’s My Scene?
- 1987: Good Times
- 1987: In the Middle of the Land
- 1989: Axegrinder
- 1989: Another Word
- 1991: A Place in the Sun
- 1991: Castles in the Air
- 1994: Nobody
- 1996: Big Deal
- 1996: If Only
- 1996: Waking Up Tired
- 1997: Down on Me
- 1997: The Real Deal
- 2003: That’s My Team
- 2004: Nothing’s Changing My Life
- 2004: When You Get to California
- 2009: Crackin’ Up
- 2010: I Hope You’re Happy
- 2010: What’s in It for Me?